# Heinrich Albrecht Rabe
Heinrich Albrecht Rabe (* vermutlich 25. Februar 1797 in Quedlinburg; † 21. März 1852 in Varel) war ein deutscher Industrieller und Baumwollfabrikant.

## Biografie
Rabe entstammte einer Quedlinburger Handwerkerfamilie. Seine Eltern waren der Branntweinbrenner Johann Joachim Rabe und dessen Frau, die Apothekerstochter Catharina Elisabeth geb. Meyer. Von 1816 bis 1818 absolvierte er eine Färberlehre in der Werkstatt seines Bruders Heinrich Friedrich Rabe in Perleberg. Anschließend begab er sich auf die damals übliche Wanderschaft, die ihn 1819 nach Varel führte, wo er zunächst als Geselle arbeitete. Bereits nach drei Jahren machte er sich als Blau- und Schönfärber selbständig und färbte in seinem Betrieb vor allem in der Friesischen Wehde in Heim- und Handarbeit hergestellte Leinwand. In der Folgezeit erweiterte er sein Unternehmen schaffte selbst auch eine Reihe von Handwebstühlen zur Eigenproduktion von Leinwand an. Als das Großherzogtum Oldenburg 1836 dem braunschweigisch-hannoverschen Steuerverein beitrat, bot das erweiterte Absatzgebiet weitere geschäftliche Möglichkeiten für Rabe. Durch Schutzzölle gegen die mächtige englische Konkurrenz geschützt, konnten er sowie weitere Textilfabrikanten nun den technischen Vorsprung der Engländer aufholen. Die Betriebe wurden modernisiert und auf die Verarbeitung von im Preis stark gesunkener Import-Baumwolle umgestellt. Gemeinsam mit dem finanzkräftigen Vareler Textilgroßhändler Gerhard Johann Ruschmann beantragte er 1837 eine Konzession für eine mit Dampfkraft betriebene mechanische Weberei und Baumwollspinnerei. Dies rief den Protest einiger Fabrikanten aus Zetel hervor, die im Verlagssystem zahlreiche eigene Handwebstühle betrieben. Trotzdem genehmigte die Oldenburgische Regierung die Errichtung der neuen Fabrik und gewährte Rabe außerdem sogar Zollfreiheit für die Einfuhr moderner Textilmaschinen aus Belgien.
Nach dem Muster sächsischer Textilbetriebe richtete Rabe ab 1839 die erste mechanische Weberei des Großherzogtums ein. Im Jahr darauf folgte die Spinnerei, deren Bau mit Hilfe eines zinsgünstigen Darlehens des Großherzogs realisiert werden konnte. Durch einen allgemeinen Konjunkturaufschwung in Oldenburg florierte das Unternehmen bald und regte die Errichtung weiterer Spinnereien und Webereien in Varel an, die fast alle durch ehemalige Angestellte Rabes gegründet wurden. So entwickelte sich in Varel innerhalb weniger Jahre ein kleines Industriezentrum mit insgesamt etwa 1100 Fabrikarbeitern.
1845 zahlte Rabe seinen bisherigen Partner Ruschmann aus und übernahm die Fabrik allein. Als Rabe bereits 1852 überraschend verstarb, übernahm sein Sohn Johann Heinrich Rabe 1853 den Betrieb, den er nach englischem Vorbild in eine Warpsspinnerei umwandelte. Bald darauf verkaufte er den Betrieb und gründete neue Unternehmungen zunächst im westfälischen Borghorst und dann in Giebichenstein bei Halle.

## Familie
Rabe war zweimal verheiratet. Am 9. April 1822 heiratete er in Varel die Gastwirtstochter Gesche Margarethe Klussmann (ca. 1796–1829). Nach ihrem Tod heiratete er am 7. April 1831 Almut Margarete Töpken (1808–1852). Aus beiden Ehen stammten insgesamt 13 Kinder, von denen Johann Heinrich (1832–1908) die Nachfolge des Vaters antrat.

## Bedeutung
Aufgrund seines landwirtschaftlich geprägten Umfelds, brachte das Oldenburger Land im 19. Jahrhundert nur wenige Industrielle hervor. In dieser zahlenmäßig kleinen Gruppe nahm Rabe einen bedeutenden Platz ein, da er als Handwerker-Unternehmer seine Innovationsfähigkeit, seine Technischen Versiertheit, Weitsicht und Risikobereitschaft nutzen konnte, um in der Anfangsphase der Industrialisierung zum selbständigen Unternehmer aufzusteigen. Damit gab er außerdem die Initialzündung für den Aufstieg der Vareler Industrie, diese allerdings nur kurz währte und die sich nach der Weltwirtschaftskrise von 1857/59 nicht mehr behaupten konnte.
Das Vareler Unterhaltungsblatt nannte Rabe in seinem Nekrolog 1852 Vater unserer Fabrikindustrie.